# Greg Van Emburgh
Greg Van Emburgh (Nueva York, 10 de mayo de 1966) es un entrenador y ex–tenista profesional estadounidense que destacó en dobles.

## Finales disputadas
En los torneos Grand Slam su mejor participación fue llegar dos veces a semifinales del Campeonato de Wimbledon junto al sudafricano Stefan Kruger.
| Resultado  | Año  | Torneo                   | Superficie | Compañero         | Marcador      | Rivales                              |
| ---------- | ---- | ------------------------ | ---------- | ----------------- | ------------- | ------------------------------------ |
| Campeón    | 1988 | OTB Open                 | Dura       | Alexander Mronz   | 6–3, 6–7, 7–5 | Paul Annacone Patrick McEnroe        |
| Subcampeón | 1991 | Guarujá Open             | Dura       | Shelby Cannon     | 2–6, 4–6      | Olivier Delaitre Rodolphe Gilbert    |
| Subcampeón | 1991 | Torneo de Houston        | Arcilla    | Bret Garnett      | 3–6, 6–2, 3–6 | Rick Leach Jim Pugh                  |
| Campeón    | 1992 | Torneo de Pörtschach     | Arcilla    | Shelby Cannon     | 6–1, 6–1      | Paul Haarhuis Mark Koevermans        |
| Campeón    | 1992 | Abierto de Connecticut   | Dura       | Francisco Montana | 6–4, 6–2      | Gianluca Pozzi Olli Rahnasto         |
| Subcampeón | 1993 | Torneo de Florencia      | Arcilla    | Mark Koevermans   | 6–7, 6–2, 1–6 | Tomás Carbonell Libor Pimek          |
| Subcampeón | 1993 | Torneo de Pörtschach     | Arcilla    | Mark Koevermans   | 3–6, 6–7      | Sergio Casal Emilio Sánchez          |
| Subcampeón | 1994 | Torneo de Florencia      | Arcilla    | Neil Broad        | 6–7, 3–6      | Jon Ireland Kenny Thorne             |
| Campeón    | 1994 | Challenger de San Marino | Arcilla    | Neil Broad        | 6–4, 7–6      | Jordi Arrese Renzo Furlan            |
| Subcampeón | 1994 | Torneo de Sicilia        | Arcilla    | Neil Broad        | 6–7, 4–6      | Tom Kempers Jack Waite               |
| Campeón    | 1995 | Torneo de Kitzbühel      | Arcilla    | Francisco Montana | 6–7, 6–3, 7–6 | Jordi Arrese Wayne Arthurs           |
| Subcampeón | 1995 | Torneo de Toulouse       | Dura       | Dave Randall      | 6–7, 6–7      | Jonas Björkman John-Laffnie de Jager |
| Subcampeón | 1996 | Torneo de Oeiras         | Arcilla    | Tom Nijssen       | 3–6, 2–6      | Tomás Carbonell Francisco Roig       |
| Campeón    | 1997 | Torneo de Delray Beach   | Dura       | Dave Randall      | 6–7, 6–2, 7–6 | Luke Jensen Murphy Jensen            |